# Sainbu
Sainbu es un pueblo ubicado en el distrito de Lalitpur, Nepal.

## Superficie
Cuenta con una superficie de 4,139 kilómetros cuadrados.

## Demografía
Hasta 2015 la población era de 21 552 habitantes, con una densidad de población de 5206 habitantes por kilómetro cuadrado. Con una población masculina y femenina de 10 957 (50,8%) y 10 595 (49,2%) respectivamente.
| Gráfica de evolución demográfica de Sainbu entre 1975 y 2015 |
|                                                              |
| Datos según el Centro Común de Investigación.                |